# Pseudopoda martinae
Pseudopoda martinae là một loài nhện trong họ Sparassidae.
Loài này thuộc chi Pseudopoda. Pseudopoda martinae được Peter Jäger miêu tả năm 2001.